# Tepexpan
Tepexpan är en stad i Mexiko. Den ligger i kommunen Acolman, nordöst om Ecatepec, norr om Texcoco de Mora och tillhör Mexiko. Staden hade 102 667 invånare år 2010, en fördubbling från mätningen 2005 vilket gör Tepexpan till ett av de snabbast växande områdena i Mexiko. Staden tillhör Mexico Citys storstadsområde.
Skelettet Hombre de Tepexpan påträffades år 1947 av den tyske arkeologen Helmut de Terra i Tepexpan och tros vara över 10 000 år gammalt. Skelettet hittades bredvid fossil av mammut. Tepexpan ligger på platsen för en av stränderna för den numera uttorkade Texcocosjön och att skelettet legat i sjön kunde avgöras genom analyser. Skelettet tillsammans med övriga arkeologiska artefakter från olika tidsepoker i regionen finns idag utställda på museet Museo de Tepexpan.

## Galleri

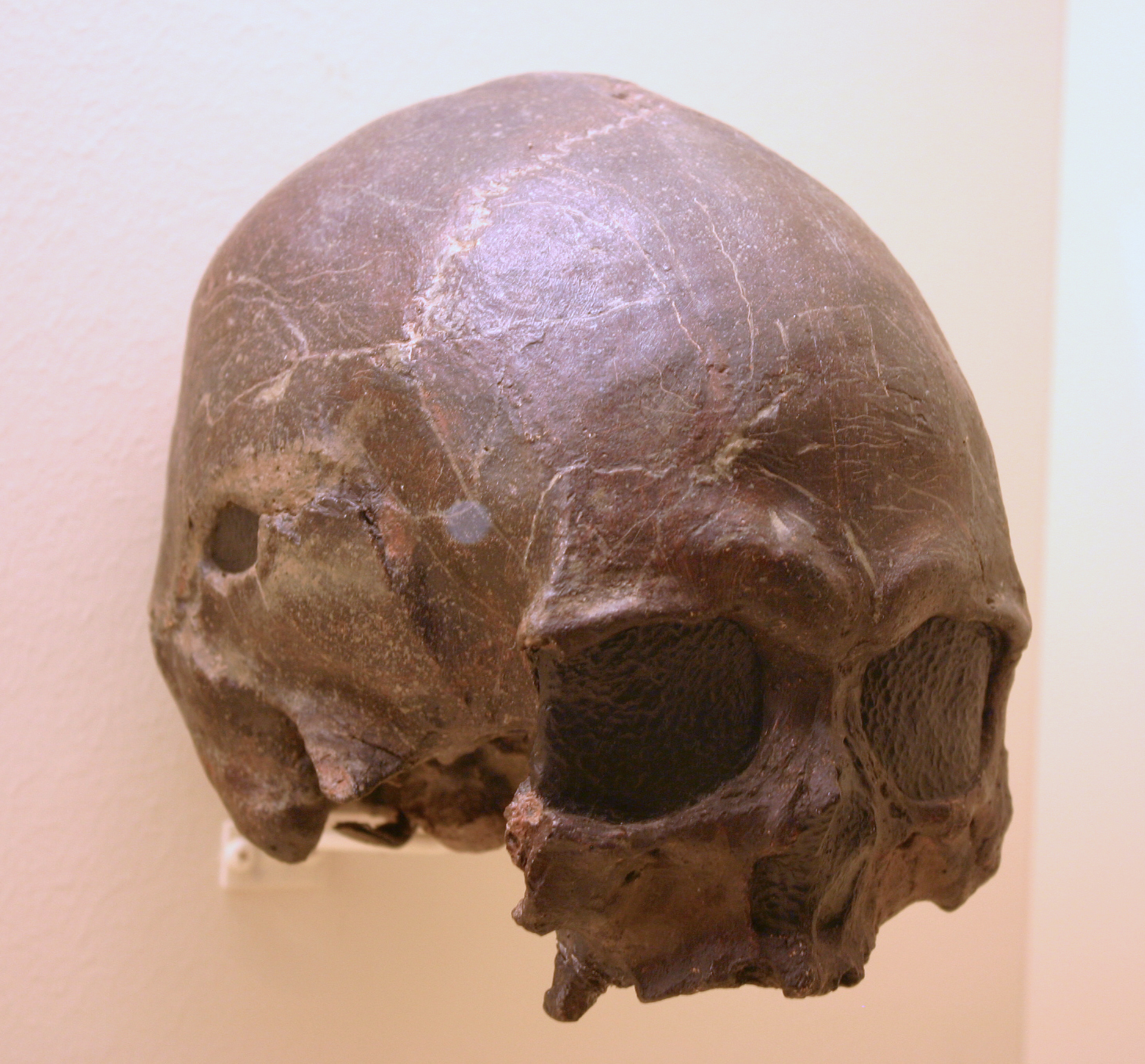
Hombre de Tepexpan, replika.
Kyrkan Santa María Magdalena.
Stadshuset.
Museo de Tepexpan.